# Aleksandr Vladímirovich Konoválov
Aleksandr Vladímirovich Konoválov (en ruso: Алекса́ндр Влади́мирович Конова́лов, Leningrado, Unión Soviética, 9 de junio de 1968) es un abogado y político ruso. Desde mayo de 2008, es el ministro de justicia, nombrado por el presidente Vladímir Putin.

## Educación y primeros años
Konoválov nació el 9 de junio de 1968 en Leningrado. En 1992, se graduó en el departamento de derecho de la Universidad Estatal de San Petersburgo.

## Carrera
De 1992 a 2005, Konovalov sirvió en la fiscalía de San Petersburgo. De febrero a noviembre de 2005 fue el fiscal principal de Bashkortostán. Desde el 14 de noviembre de 2005, ha sido el enviado plenipotenciario del presidente Vladímir Putin para el Distrito Federal del Volga. En mayo de 2008 fue nombrado ministro de Justicia.